# باشگاه فوتبال کاوه تهران
 باشگاه فوتبال کاوه تهران  یک باشگاه فوتبال ایرانی در شهر تهران بود که وابسته به شهرک صنعتی کاوه بوده‌است.
این باشگاه در سال ۲۰۰۸ تأسیس شده و در سال ۲۰۱۲ امتیاز آن به باشگاه فوتبال یادآوران شلمچه واگذار شد.

## عملکرد
| فصل     | لیگ          | رتبه | جام حذفی         | توضیحات |
| ------- | ------------ | ---- | ---------------- | ------- |
| ۲۰۰۸-۰۹ | لیگ دسته دوم | اول  | مرحله اول        | صعود    |
| ۲۰۰۹-۱۰ | لیگ آزادگان  | ۹    | یک شانزدهم نهایی |         |
| ۲۰۱۰-۱۱ | لیگ آزادگان  | ۱۲   | یک هشتم‌نهایی     |         |
| ۲۰۱۱-۱۲ | لیگ آزادگان  | ۱۳   | مرحله دوم        |         |

## مربیان مشهور
- حسین فرکی
- جواد زرینچه
- فرهاد کاظمی
- مجید نامجو مطلق

## بازیکنان مشهور
- گئورگ کاسپاروف
- ادموند اختر